# Wozchod Handelsbank
Die Wozchod Handelsbank AG war eine sowjetische Bank in mit Sitz in Zürich, Schützengasse 1. Sie wurde 1966 gegründet und nach mehreren internen Skandalen liquidiert. 1986 wurden die Verantwortlichen in Zürich verurteilt. Die Liquidation konnte erst 2014 abgeschlossen werden.
Die Wozchod Handelsbank handelte auch als Aussenstelle der Handelsabteilung der Bank für Aussenhandel der UdSSR in Moskau. Ein grosser Teil des sowjetischen Goldhandels wurde über diese Bank mit dem Westen abgewickelt.
In den Sechzigerjahren fiel die Bank in der Öffentlichkeit auf mit Anzeigen zum Verkauf von Gold- und Silbermünzen, Barren und Edelsteinen aus vorrevolutionären und sowjetischen Zeiten gegen „frei konvertierbare Währung“. Offiziell bezweckte sie „im besonderen die Entwicklung der sowjetisch-schweizerischen und die Förderung der zwischenstaatlichen Handels-, Wirtschafts- und Devisenbeziehungen im Allgemeinen, insbesondere durch Finanzierung von Handelsgeschäften und anderer auf die Verwirklichung des Gesellschaftszweckes gerichteter und/oder mit ihrer Tätigkeit verbundener Transaktionen“. Der breiten Öffentlichkeit war die Bank nur durch das Gebäude und dessen grosse Anschrift bekannt.
1984 machte die Bank riesige Verluste auf Grund von Machenschaften des Chefhändlers, sie wurden vor Gericht 1984 auf ca. 760 Millionen Franken beziffert. Bei der Pleite kamen weder private Anleger noch Gläubiger zu Schaden.